# Northrop M2-F2
Northrop M2-F2 là một mẫu máy bay thân nâng hạng nặng dựa trên nghiên cứu của NASA, do Northrop Corporation chế tạo năm 1966.

## Tính năng kỹ chiến thuật (M2-F2)
Đặc điểm tổng quát
- Kíp lái: 1
- Chiều dài: 22 ft 2 in (6,76 m)
- Sải cánh: 9 ft 8 in (2,94 m)
- Chiều cao: 9 ft 6 in (2,89 m)
- Diện tích cánh: 160 ft² (14,9 m²)
- Trọng lượng rỗng: 4.620 lb (2.095 kg)
- Trọng lượng có tải: 6.000 lb (2.722 kg)
- Trọng lượng cất cánh tối đa: 7.485 lb (3.395 kg)
- Động cơ: 1 × Reaction Motors Upgraded XLR-11 kiểu rocket, 8.000 lbf (36 kN)

 Hiệu suất bay 
- Vận tốc cực đại: Mach 0,707 (466 mph, 750 km/h)
- Tầm bay: 8,6 nm (10 mi, 16 km)
- Trần bay: 45.000 ft (13.700 m)
- Tải trên cánh: 43,2 lb/ft² (196 kg/m²)
- Lực đẩy/trọng lượng: 1,3